# Rade Tovladijac
Rade Tovladijac (serbisk kyrilliska: Раде Товладијац), född 1 augusti 1961 i Ulcinj i Montenegro (dåvarande Jugoslavien), är en serbisk målare och serieskapare.

## Tecknade serier
Rade Tovladijac ritade bland annat "Ljudi za zvezde" (skriven av Aleksandar Timotijević) och "Smešna strana srpske stvarnosti" (skriven av Mihailo Medenica). Han gjorde omslagsillustrationer till bland annat Fantomen, Modesty Blaise, James Bond, Batman, Mandrake.